# هاینریش ویلهلم ماتیاس البرس
هاینریش ویلهلم ماتیاس البرس (آلمانی: Heinrich Wilhelm Matthias Olbers زاده ۱۱ اکتبر ۱۷۵۸ – درگذشته ۲ مارس ۱۸۴۰) یک دانشمند در زمینه فیزیک و اخترشناسی اهل آلمان بود.